# Draft de la NBA de 1977
El Draft de la NBA de 1977 fue el trigésimoprimer draft de la National Basketball Association (NBA). El draft se celebró el 10 de junio de 1977 antes del comienzo de la temporada 1977-78. 
En este draft, veintidós equipos de la NBA seleccionaron a jugadores amateurs del baloncesto universitario y otros jugadores elegibles, incluidos internacionales. Los jugadores que hubiesen terminado el periplo universitario de cuatro años estaban disponibles para ser seleccionados. Si un jugador abandonaba antes la universidad, no podía ser escogido en el draft hasta que su clase se graduase. Antes del draft, seis jugadores que no habían terminado los cuatro años universitarios fueron declarados elegibles para ser seleccionados bajo la regla de "necesidad". Estos jugadores demostraron sus necesidades financieras a la liga, que les concedió el derecho a comenzar sus carreras profesionales antes de lo permitido.
Las dos primeras elecciones del draft correspondieron a los equipos que finalizaron en la última posición en cada división, con el orden determinado por un lanzamiento de moneda. Milwaukee Bucks ganó el primer puesto del draft, mientras que Kansas City Kings, que obtuvo la elección de primera ronda de New York Nets en un traspaso, fue premiado con la segunda elección. Los demás equipos seleccionaron en orden inverso al registro de victiorias-derrotas en la temporada anterior. 
Cuatro franquicias que militaron en la American Basketball Association (ABA) se unieron a la NBA cuando ambas ligas se fusionaron: Denver Nuggets, Indiana Pacers, New York Nets y San Antonio Spurs, que formaron parte del Draft de la NBA por primera vez. Antes del comienzo de la temporada, los Nets se trasladaron a Nueva Jersey y se convirtieron en New Jersey Nets. El draft consistió de ocho rondas y 170 jugadores fueron seleccionados.

## Selecciones y notas del draft
Kent Benson, de la Universidad de Indiana, fue seleccionado en la primera posición del draft por Milwaukee Bucks. Walter Davis, de la Universidad de Carolina del Norte, ganó el Rookie del Año de la NBA en su primera temporada y fue seleccionado en la quinta posición por Phoenix Suns. Davis formó parte del mejor quinteto de la NBA y del All-Star Game de la NBA en su primera temporada. Fue incluido en un total de seis mejores quintetos de la liga y en dos All-Star Game. Otros tres jugadores de este draft, la segunda elección Otis Birdsong, la tercera Marques Johnson y la séptima Bernard King, fueron también incluidos en el mejor quinteto y en el All-Star. Birdsong integró el mejor quinteto en cuatro ocasiones y jugó un All-Star Game; Johnson fue seleccionado en cinco mejores quintetos y en tres All-Star Games; y King en cuatro mejores quintetos y en otros cuatro All-Star Games. Jack Sikma, la octava elección, ganó el campeonato de la NBA con Seattle SuperSonics en 1979 y participó en siete All-Star Game consecutivos. Rickey Green, la decimosexta elección, Norm Nixon, la vigesimosegunda, y Eddie Johnson, la trigésimonovena elección, son los otros jugadores de este draft que jugaron un All-Star Game. Dos jugadores se convirtieron posteriormente en entrenadores de la NBA: la trigésima tercera elección Eddie Jordan y la quincuagésima tercera elección John Kuester. Jordan entrenó a tres equipos en nueve temporadas, incluidas cinco campañas en Washington Wizards.
En la séptima ronda, New Orleans Jazz seleccionó a Lusia Harris, una jugadora de la Universidad de Delta State, en la 137ª posición. Harris se convirtió en la segunda mujer en ser seleccionada por un equipo de la NBA, tras Denise Long, seleccionada por San Francisco Warriors en el Draft de la NBA de 1969. Sin embargo, la liga anuló la selección de los Warriors, por lo que Harris se convirtió en la primera y única mujer oficialmente escogida en un draft. Harris no expresó interés en jugar en la NBA y se negó a hacer pruebas con los Jazz. Más tarde se reveló que estaba embarazada en ese momento, lo que la hacía incapaz de asistir a los campos de entrenamiento de los Jazz aunque ella hubiese querido. Nunca jugó en la NBA pero posteriormente tuvo un breve paso por la Women's Professional Basketball League. En 1992 se convirtió en la primera mujer en ser incluida en el Basketball Hall of Fame. También formó parte de la clase inaugural del Women's Basketball Hall of Fame en 1999.
También en la séptima ronda, Kansas City Kings seleccionó al atleta Bruce Jenner en la 139ª posición. Jenner acababa de ganar la medalla de oro en decatlón en los Juegos Olímpicos de Montreal de 1976, pero no jugaba al baloncesto desde el instituto. Jenner continuó con su carrera como atleta y nunca jugó en la NBA.

## Leyenda
|  | Denota jugador que ha sido seleccionado al menos en un All-Star Game y un Mejor Quinteto de la NBA |
|  | Denota jugador que ha sido seleccionado al menos en un All-Star Game                               |
|  | Denota jugador que nunca ha jugado en la NBA                                                       |
|  | Denota jugador incluido en el Basketball Hall of Fame                                              |

## Draft

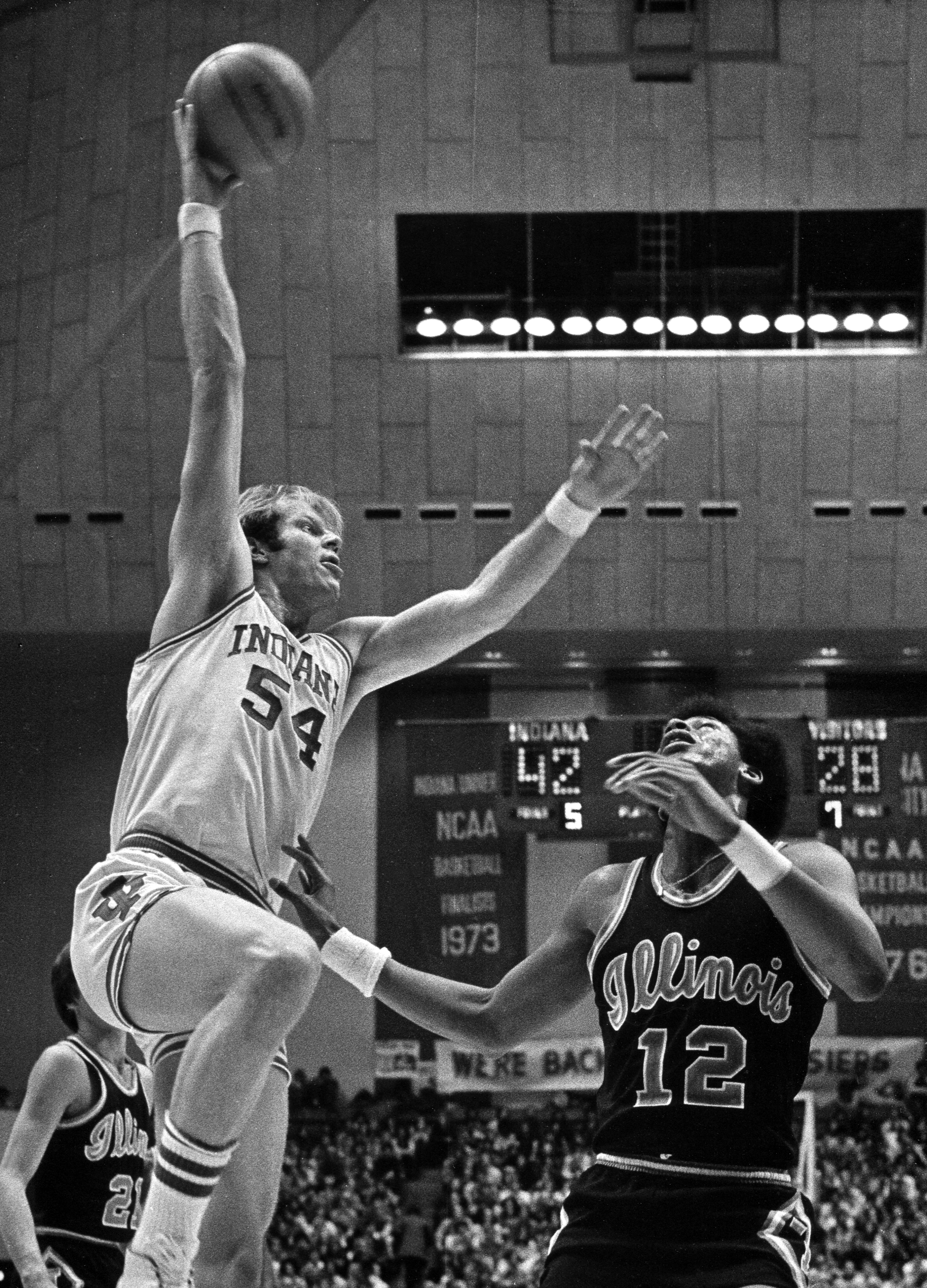
Kent Benson (izq.), la 1ª elección.

| Ronda | Pick | Jugador           | Pos. | Nacionalidad             | Equipo                                                 | Universidad/equipo       |
| ----- | ---- | ----------------- | ---- | ------------------------ | ------------------------------------------------------ | ------------------------ |
| 1     | 1    | Kent Benson       | C    | Estados Unidos           | Milwaukee Bucks                                        | Indiana (Sr.)            |
| 1     | 2    | Otis Birdsong     | G    | Estados Unidos           | Kansas City Kings (desde N.Y. Nets)                    | Houston (Sr.)            |
| 1     | 3    | Marques Johnson   | G/F  | Estados Unidos           | Milwaukee Bucks (desde Buffalo)                        | UCLA (Sr.)               |
| 1     | 4    | Greg Ballard      | F    | Estados Unidos           | Washington Bullets (desde Atlanta)                     | Oregon (Sr.)             |
| 1     | 5    | Walter Davis      | G/F  | Estados Unidos           | Phoenix Suns                                           | North Carolina (Sr.)     |
| 1     | 6    | Kenny Carr        | F    | Estados Unidos           | Los Angeles Lakers (desde New Orleans)                 | NC State (Jr.)           |
| 1     | 7    | Bernard King      | F    | Estados Unidos           | New York Nets (desde Indiana)                          | Tennessee (Jr.)          |
| 1     | 8    | Jack Sikma        | F/C  | Estados Unidos           | Seattle SuperSonics                                    | Illinois Wesleyan (Sr.)  |
| 1     | 9    | Tom LaGarde       | F/C  | Estados Unidos           | Denver Nuggets (desde Kansas City)                     | North Carolina (Sr.)     |
| 1     | 10   | Ray Williams      | G    | Estados Unidos           | New York Knicks                                        | Minnesota (Sr.)          |
| 1     | 11   | Ernie Grunfeld    | G/F  | Rumania · Estados Unidos | Milwaukee Bucks (desde Cleveland)                      | Tennessee (Sr.)          |
| 1     | 12   | Cedric Maxwell    | F    | Estados Unidos           | Boston Celtics                                         | UNC Charlotte (Sr.)      |
| 1     | 13   | Tate Armstrong    | G    | Estados Unidos           | Chicago Bulls                                          | Duke (Sr.)               |
| 1     | 14   | Tree Rollins      | C    | Estados Unidos           | Atlanta Hawks (desde Detroit vía Washington)           | Clemson (Sr.)            |
| 1     | 15   | Brad Davis        | G    | Estados Unidos           | Los Angeles Lakers (desde San Antonio)                 | Maryland (Jr.)           |
| 1     | 16   | Rickey Green      | G    | Estados Unidos           | Golden State Warriors                                  | Michigan (Sr.)           |
| 1     | 17   | Bo Ellis          | F    | Estados Unidos           | Washington Bullets                                     | Marquette (Sr.)          |
| 1     | 18   | Wesley Cox        | F    | Estados Unidos           | Golden State Warriors (desde Houston vía Buffalo)      | Louisville (Sr.)         |
| 1     | 19   | Rich Laurel       | G    | Estados Unidos           | Portland Trail Blazers                                 | Hofstra (Sr.)            |
| 1     | 20   | Glenn Mosley      | F    | Estados Unidos           | Philadelphia 76ers                                     | Seton Hall (Sr.)         |
| 1     | 21   | Anthony Roberts   | G/F  | Estados Unidos           | Denver Nuggets                                         | Oral Roberts (Sr.)       |
| 1     | 22   | Norm Nixon        | G    | Estados Unidos           | Los Angeles Lakers                                     | Duquesne (Sr.)           |
| 2     | 23   | Mike Glenn        | G    | Estados Unidos           | Chicago Bulls (desde N.Y. Nets)                        | Southern Illinois (Sr.)  |
| 2     | 24   | Larry Johnson     | G    | Estados Unidos           | Buffalo Braves                                         | Kentucky (Sr.)           |
| 2     | 25   | Wilson Washington | F/C  | Estados Unidos           | Philadelphia 76ers (desde Milwaukee)                   | Old Dominion (Sr.)       |
| 2     | 26   | Glen Gondrezick   | G/F  | Estados Unidos           | New York Knicks (desde Atlanta)                        | UNLV (Sr.)               |
| 2     | 27   | Glenn Williams    | G    | Estados Unidos           | Milwaukee Bucks (desde Phoenix vía Buffalo)            | St. John's (Sr.)         |
| 2     | 28   | Kim Anderson      | F    | Estados Unidos           | Portland Trail Blazers (desde New Orleans)             | Missouri (Sr.)           |
| 2     | 29   | Alonzo Bradley    | F    | Estados Unidos           | Indiana Pacers                                         | Texas Southern (Sr.)     |
| 2     | 30   | Steve Sheppard    | F    | Estados Unidos           | Chicago Bulls (desde Seattle vía Denver y Kansas City) | Maryland (Sr.)           |
| 2     | 31   | Eddie Owens       | F    | Estados Unidos           | Kansas City Kings                                      | UNLV (Sr.)               |
| 2     | 32   | Toby Knight       | F    | Estados Unidos           | New York Knicks                                        | Notre Dame (Sr.)         |
| 2     | 33   | Eddie Jordan      | G    | Estados Unidos           | Cleveland Cavaliers                                    | Rutgers (Sr.)            |
| 2     | 34   | Larry Moffett     | F    | Estados Unidos           | Houston Rockets (desde Boston)                         | UNLV (Sr.)               |
| 2     | 35   | Mark Landsberger  | F/C  | Estados Unidos           | Chicago Bulls                                          | Arizona State (Sr.)      |
| 2     | 36   | Ben Poquette      | F/C  | Estados Unidos           | Detroit Pistons                                        | Central Michigan (Sr.)   |
| 2     | 37   | Jeff Wilkins      | F/C  | Estados Unidos           | San Antonio Spurs                                      | Illinois State (Sr.)     |
| 2     | 38   | Ricky Love        | F    | Estados Unidos           | Golden State Warriors                                  | Alabama-Huntsville (Sr.) |
| 2     | 39   | Phil Walker       | G    | Estados Unidos           | Washington Bullets                                     | Millersville (Sr.)       |
| 2     | 40   | Robert Reid       | G/F  | Estados Unidos           | Houston Rockets                                        | St. Mary's (Texas) (Sr.) |
| 2     | 41   | T. R. Dunn        | G/F  | Estados Unidos           | Portland Trail Blazers                                 | Alabama (Sr.)            |
| 2     | 42   | Bob Elliott       | F/C  | Estados Unidos           | Philadelphia 76ers                                     | Arizona (Sr.)            |
| 2     | 43   | Herm Harris       | F    | Estados Unidos           | Philadelphia 76ers (desde Denver)                      | Arizona (Sr.)            |
| 2     | 44   | Essie Hollis      | F    | Estados Unidos           | New Orleans (desde Los Angeles)                        | St. Bonaventure (Sr.)    |

## Otras elecciones
La siguiente lista incluye otras elecciones de draft que han aparecido en al menos un partido de la NBA.

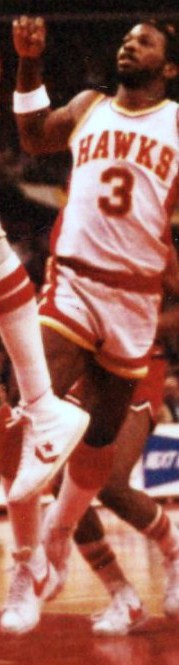
Eddie Johnson, la 49.ª elección.

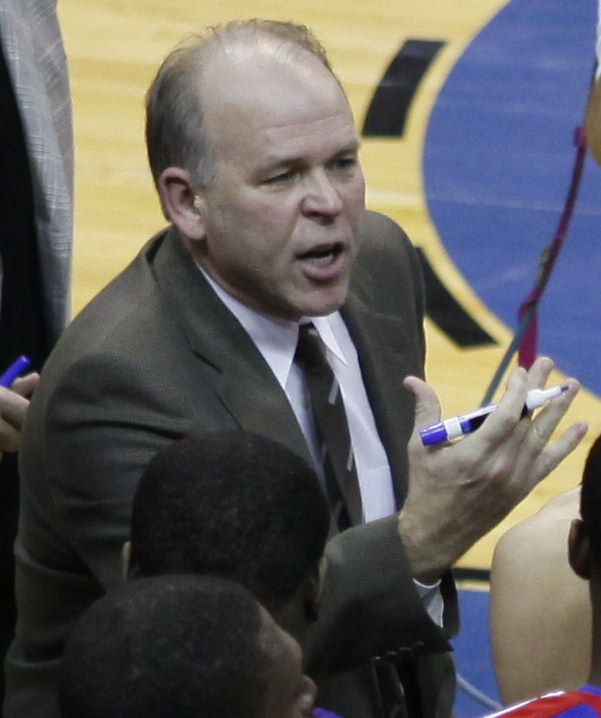
John Kuester, la 53.ª elección.

| Ronda | Pick | Jugador          | Pos. | Nacionalidad       | Equipo                             | Universidad/equipo   |
| ----- | ---- | ---------------- | ---- | ------------------ | ---------------------------------- | -------------------- |
| 3     | 46   | James Edwards    | F/C  | Estados Unidos     | Los Angeles Lakers (desde Buffalo) | Washington (Sr.)     |
| 3     | 48   | Sam Smith        | G    | Estados Unidos     | Atlanta Hawks                      | UNLV (Sr.)           |
| 3     | 49   | Eddie Johnson    | G    | Estados Unidos     | Atlanta Hawks (desde Phoenix)      | Auburn (Sr.)         |
| 3     | 52   | Joe Hassett      | G    | Estados Unidos     | Seattle SuperSonics                | Providence (Sr.)     |
| 3     | 53   | John Kuester     | G    | Estados Unidos     | Kansas City Kings                  | North Carolina (Sr.) |
| 3     | 60   | Marlon Redmond   | G    | Estados Unidos     | Golden State Warriors              | San Francisco (Sr.)  |
| 3     | 62   | Phil Bond        | G    | Estados Unidos     | Houston Rockets                    | Louisville (Sr.)     |
| 3     | 65   | Robert Smith     | G    | Estados Unidos     | Denver Nuggets                     | UNLV (Sr.)           |
| 3     | 66   | Mike Bratz       | G    | Estados Unidos     | Phoenix Suns (desde Los Angeles)   | Stanford (Sr.)       |
| 4     | 69   | Lewis Brown      | C    | Estados Unidos     | Milwaukee Bucks                    | UNLV (Sr.)           |
| 4     | 71   | Greg Griffin     | F    | Estados Unidos     | Phoenix Suns                       | Idaho State (Sr.)    |
| 4     | 72   | Dennis Boyd      | G    | Estados Unidos     | New Orleans Jazz                   | Detroit (Sr.)        |
| 4     | 76   | Steve Hayes      | C    | Estados Unidos     | New York Knicks                    | Idaho State (Sr.)    |
| 4     | 88   | Tony Robertson   | G    | Estados Unidos     | Los Angeles Lakers                 | West Virginia (Sr.)  |
| 5     | 103  | Scott Sims       | G    | Estados Unidos     | San Antonio Spurs                  | Missouri (Sr.)       |
| 5     | 104  | Ray Epps         | F    | Estados Unidos     | Golden State Warriors              | Norfolk State (Jr.)  |
| 6     | 111  | Mark Crow        | F    | Estados Unidos     | New York Nets                      | Duke (Sr.)           |
| 6     | 115  | Billy McKinney   | G    | Estados Unidos     | Phoenix Suns                       | Northwestern (Sr.)   |
| 6     | 117  | Tom Scheffler    | C    | Estados Unidos     | Indiana Pacers                     | Purdue (Sr.)         |
| 7     | 136  | Alvin Scott      | G/F  | Estados Unidos     | Phoenix Suns                       | Oral Roberts (Sr.)   |
| 7     | 151  | Lars Hansen      | C    | Dinamarca · Canadá | Los Angeles Lakers                 | Washington (Sr.)     |
| 8     | 152  | Ralph Drollinger | C    | Estados Unidos     | New York Nets                      | UCLA (Sr.)           |
| 8     | 165  | Ricky Marsh      | G    | Estados Unidos     | Golden State Warriors              | Manhattan (Sr.)      |
| 8     | 168  | John Olive       | F    | Estados Unidos     | Philadelphia 76ers                 | Villanova (Sr.)      |

## Traspasos
1. ↑  El 10 de septiembre de 1976, Kansas City Kings adquirió a Jim Eakins, Brian Taylor, y las elecciones de primera ronda de 1977 y 1978 de New York Nets a cambio de Nate Archibald.[22] Los Kings utilizaron esta elección de draft para seleccionar a Otis Birdsong.
2. 1 2 3
3. 1 2
4. 1 2
5. ↑  El 1 de febrero de 1977, New York Nets adquirió a Darnell Hillman y una elección de primera ronda de Indiana Pacers a cambio de John Williamson.[23] Los Nets utilizaron esta elección de draft para seleccionar a Bernard King.
6. 1 2
7. ↑  El 13 de enero de 1977, Milwaukee Bucks adquirió a Rowland Garrett, y las elecciones de primera ronda de 1977 y 1978 de Cleveland Cavaliers a cambio de Elmore Smith y Gary Brokaw.[25] Los Bucks utilizaron esta elección de draft para seleccionar a Ernie Grunfeld.
8. ↑  El 16 de noviembre de 1976, Los Angeles Lakers adquirió una elección de primera ronda de San Antonio Spurs a cambio de Mack Calvin.[26] Los Lakers utilizaron esta elección de draft para seleccionar a Brad Davis.
9. ↑  El 18 de enero de 1977, Golden State Warriors adquirió una elección de primera ronda de Buffalo Braves a cambio de George T. Johnson.[27] Previamente, los Braves adquirieron la elección y una de primera ronda de 1978 de Houston Rockets el 24 de octubre de 1976 a cambio de Moses Malone.[28] Los Warriors utilizaron esta elección de draft para seleccionar a Wesley Cox.
10. ↑  El 30 de noviembre de 1976, Chicago Bulls adquirió una elección de segunda ronda de New York Nets a cambio de Bob Love.[29] Los Bulls utilizaron esta elección de draft para seleccionar a Mike Glenn.
11. ↑  El 8 de diciembre de 1976, Philadelphia 76ers adquirió las elecciones de segunda ronda de 1977 y 1978 de Milwaukee Bucks a cambio de Fred Carter.[30] Los 76ers utilizaron esta elección de draft para seleccionar a Wilson Washington.
12. ↑  El 1 de octubre de 1976, New York Knicks adquirió una elección de segunda ronda de Atlanta Hawks a cambio de Randy Denton.[31] Los Knicks utilizaron esta elección de draft para seleccionar a Glen Gondrezick.
13. ↑  El 5 de agosto de 1976, Milwaukee Bucks adquirió una elección de segunda ronda de Buffalo Braves a cambio de la séptima elección en el Draft de dispersión de la ABA.[32] Previamente, los Braves adquirieron la elección de Phoenix Suns el 25 de agosto de 1976 a cambio de Tom Van Arsdale.[33] Los Bucks utilizaron esta elección de draft para seleccionar a Glenn Williams.
14. ↑  El 3 de junio de 1976, Portland Trail Blazers adquirió una elección de segunda ronda de 1977 de New Orleans Jazz a cambio de una elección de segunda ronda de 1976.[34] Los Blazers utilizaron esta elección de draft para seleccionar a Kim Anderson.
15. ↑  El 9 de junio de 1977, Houston Rockets adquirió las elecciones de segunda ronda de 1977 y 1978 de Boston Celtics a cambio de John Johnson.[35] Los Rockets utilizaron esta elección de draft para seleccionar a Larry Moffett.
16. ↑  El 5 de agosto de 1976, Philadelphia 76ers adquirió una elección de segunda ronda de Denver Nuggets a cambio de Roland Taylor.[36] Los 76ers utilizaron esta elección de draft para seleccionar a Herm Harris.
17. ↑  El 5 de agosto de 1976, Los Angeles Lakers adquirió una elección de tercera ronda de Buffalo Braves a cambio de Johnny Neumann.[37] Los Lakers utilizaron esta elección de draft para seleccionar a James Edwards.
18. ↑  El 8 de octubre de 1973, Atlanta Hawks adquirió una elección de segunda ronda de 1976 y una de tercera ronda de 1977 de Phoenix Suns a cambio de Bob Christian.[38] Los Hawks utilizaron esta elección de draft para seleccionar a Eddie Johnson.
19. ↑  El 27 de noviembre de 1974, Phoenix Suns adquirió una elección de segunda ronda de 1976 y una de tercera ronda de 1977 de Los Angeles Lakers a cambio de Corky Calhoun.[39] Los Suns utilizaron esta elección de draft para seleccionar a Mike Bratz.